# Yaspi Boby
Yaspi Boby  (sinh ngày 28 tháng 10 năm 1987) là một vận động viên chạy nhanh người Indonesia. Anh đã tham gia trong nội dung chạy 100 mét tại Giải Vận động thế giới năm 2015 tại Bắc Kinh, Trung Quốc.